# BMC Racing Team 2017
Questa voce raccoglie le informazioni riguardanti la squadra ciclistica BMC Racing Team nelle competizioni ufficiali della stagione 2017.

## Organico

### Staff tecnico
GM=Generale Manager, TM=Team Manager, DS=Direttore Sportivo.
|  | Naz.                   | Ruolo | Sportivo            |  |  |  |
|  | ---------------------- | ----- | ------------------- |  |  |  |
|  | Stati Uniti (bandiera) | GM    | Jim Ochowicz        |  |  |  |
|  | Australia (bandiera)   | TM    | Allan Peiper        |  |  |  |
|  | Italia (bandiera)      | DS    | Fabio Baldato       |  |  |  |
|  | Belgio (bandiera)      | DS    | Noël Dejonckheere   |  |  |  |
|  | Francia (bandiera)     | DS    | Yvon Ledanois       |  |  |  |
|  | Italia (bandiera)      | DS    | Valerio Piva        |  |  |  |
|  | Regno Unito (bandiera) | DS    | Maximilian Sciandri |  |  |  |
|  | Stati Uniti (bandiera) | DS    | Jackson Stewart     |  |  |  |

### Rosa
|  | Naz.                   |  | Sportivo             | Anno |  |  |
|  | ---------------------- |  | -------------------- | ---- |  |  |
|  | Svizzera (bandiera)    |  | Tom Bohli            | 1994 |  |  |
|  | Stati Uniti (bandiera) |  | Brent Bookwalter     | 1984 |  |  |
|  | Italia (bandiera)      |  | Damiano Caruso       | 1987 |  |  |
|  | Italia (bandiera)      |  | Alessandro De Marchi | 1986 |  |  |
|  | Australia (bandiera)   |  | Rohan Dennis         | 1990 |  |  |
|  | Svizzera (bandiera)    |  | Silvan Dillier       | 1990 |  |  |
|  | Lussemburgo (bandiera) |  | Jempy Drucker        | 1986 |  |  |
|  | Svizzera (bandiera)    |  | Martin Elmiger       | 1978 |  |  |
|  | Svizzera (bandiera)    |  | Kevin Frankiny       | 1994 |  |  |
|  | Paesi Bassi (bandiera) |  | Floris Gerts         | 1992 |  |  |
|  | Belgio (bandiera)      |  | Ben Hermans          | 1986 |  |  |
|  | Svizzera (bandiera)    |  | Stefan Küng          | 1993 |  |  |
|  | Francia (bandiera)     |  | Amaël Moinard        | 1979 |  |  |
|  | Italia (bandiera)      |  | Daniel Oss           | 1987 |  |  |
|  | Australia (bandiera)   |  | Richie Porte         | 1985 |  |  |
|  | Italia (bandiera)      |  | Manuel Quinziato     | 1979 |  |  |
|  | Irlanda (bandiera)     |  | Nicolas Roche        | 1984 |  |  |
|  | Stati Uniti (bandiera) |  | Joey Rosskopf        | 1989 |  |  |
|  | Spagna (bandiera)      |  | Samuel Sánchez       | 1978 |  |  |
|  | Svizzera (bandiera)    |  | Michael Schär        | 1986 |  |  |
|  | Australia (bandiera)   |  | Miles Scotson        | 1994 |  |  |
|  | Italia (bandiera)      |  | Manuel Senni         | 1992 |  |  |
|  | Belgio (bandiera)      |  | Dylan Teuns          | 1992 |  |  |
|  | Belgio (bandiera)      |  | Greg Van Avermaet    | 1985 |  |  |
|  | Stati Uniti (bandiera) |  | Tejay van Garderen   | 1988 |  |  |
|  | Spagna (bandiera)      |  | Francisco Ventoso    | 1982 |  |  |
|  | Belgio (bandiera)      |  | Loïc Vliegen         | 1993 |  |  |
|  | Svizzera (bandiera)    |  | Danilo Wyss          | 1985 |  |  |

## Palmarès

### Corse a tappe
World Tour
- Tour Down Under

2ª tappa (Richie Porte)
5ª tappa (Richie Porte)
Classifica generale (Richie Porte)
- Tirreno-Adriatico

7ª tappa (Rohan Dennis)
- Parigi-Nizza

7ª tappa (Richie Porte)
- Volta Ciclista a Catalunya

2ª tappa (Cronosquadre)
- Tour de Romandie

2ª tappa (Stefan Küng)
Classifica generale (Richie Porte)
- Giro d'Italia

6ª tappa (Silvan Dillier)
18ª tappa (Tejay van Garderen)
- Critérium du Dauphiné

4ª tappa (Richie Porte)
- Tour de Suisse

1ª tappa (Rohan Dennis)
9ª tappa (Rohan Dennis)
- Tour de Pologne

3ª tappa (Dylan Teuns)
Classifica generale (Dylan Teuns)
- BinckBank Tour

2ª tappa (Stefan Küng)
- Vuelta a España

1ª tappa (Cronosquadre)
Continental
Volta a la Comunitat Valenciana
1ª tappa (Cronosquadre)
- Tour of Oman

2ª tappa (Ben Hermans)
5ª tappa (Ben Hermans)
Classifica generale (Ben Hermans)
- Tour La Provence

Classifica generale (Rohan Dennis)
- Tour of the Alps

2ª tappa (Rohan Dennis)
- Tour de Luxembourg

1ª tappa (Jempy Drucker)
2ª tappa (Greg Van Avermaet)
4ª tappa (Greg Van Avermaet)
Classifica generale (Greg Van Avermaet)
- Route du Sud

Classifica generale (Silvan Dillier)
- Tour de Wallonie

3ª tappa (Dylan Teuns)
4ª tappa (Jempy Drucker)
5ª tappa (Dylan Teuns)
Classifica generale (Dylan Teuns)
- Tour of Utah

2ª tappa (Brent Bookwalter)
- Arctic Race of Norway

1ª tappa (Dylan Teuns)
4ª tappa (Dylan Teuns)
Classifica generale (Dylan Teuns)
- Colorado Classic

Classifica generale (Manuel Senni)

### Corse in linea
World Tour
- Omloop Het Nieuwsblad (Greg Van Avermaet)
- E3 Harelbeke (Greg Van Avermaet)
- Gand-Wevelgem (Greg Van Avermaet)
- Parigi-Roubaix (Greg Van Avermaet)

Continental

### Campionati nazionali
- Campionati australiani

In linea (Miles Scotson)
Cronometro (Rohan Dennis)
- Campionati lussemburghesi

Cronometro (Jempy Drucker)
- Campionati svizzeri

In linea (Silvan Dillier)
Cronometro (Stefan Küng)
- Campionati statunitensi

Cronometro (Joey Rosskopf)

## Classifiche UCI

### Calendario mondiale UCI
Individuale
Piazzamenti dei corridori del BMC Racing Team nella classifica individuale dell'UCI World Tour 2017.
| Pos. | Ciclista             | Punti |
| ---- | -------------------- | ----- |
| 1    | Greg Van Avermaet    | 3 582 |
| 12   | Richie Porte         | 1 882 |
| 45   | Rohan Dennis         | 810   |
| 51   | Dylan Teuns          | 763   |
| 53   | Damiano Caruso       | 755   |
| 56   | Tejay van Garderen   | 735   |
| 77   | Nicolas Roche        | 522   |
| 96   | Jempy Drucker        | 384   |
| 103  | Stefan Küng          | 335   |
| 126  | Brent Bookwalter     | 217   |
| 127  | Silvan Dillier       | 215   |
| 134  | Ben Hermans          | 185   |
| 209  | Loïc Vliegen         | 80    |
| 216  | Daniel Oss           | 75    |
| 226  | Samuel Sánchez       | 69    |
| 237  | Michael Schär        | 62    |
| 254  | Francisco Ventoso    | 52    |
| 268  | Danilo Wyss          | 45    |
| 276  | Tom Bohli            | 41    |
| 291  | Amaël Moinard        | 36    |
| 296  | Alessandro De Marchi | 35    |
| 300  | Manuel Quinziato     | 33    |
| 349  | Kevin Frankiny       | 19    |
| 354  | Joey Rosskopf        | 16    |
| 401  | Manuel Senni         | 5     |
| 414  | Floris Gerts         | 4     |
| 418  | Miles Scotson        | 3     |
| 433  | Martin Elmiger       | 1     |

Squadra
La squadra BMC Racing Team ha chiuso in terza posizione con 10 961 punti.